# 峨屏草属
峨屏草属（学名：Tanakaea）是虎耳草科下的一个属，为多年生草本植物。该属共有2种，分布于东亚。